# Xanthaciura phoenicura
Xanthaciura phoenicura es una especie de insecto del género Xanthaciura de la familia Tephritidae del orden Diptera.

## Historia
Loew la describió científicamente por primera vez en el año 1873.